# Moliendo café
Moliendo café es una canción compuesta por el músico venezolano José Manzo Perroni en 1958. El tema fue interpretado por Hugo Blanco Manzo. Una versión posterior de Mina alcanzó el número 1 de popularidad en Italia en 1961. Lucho Gatica la popularizó en México y Chile también en 1961.

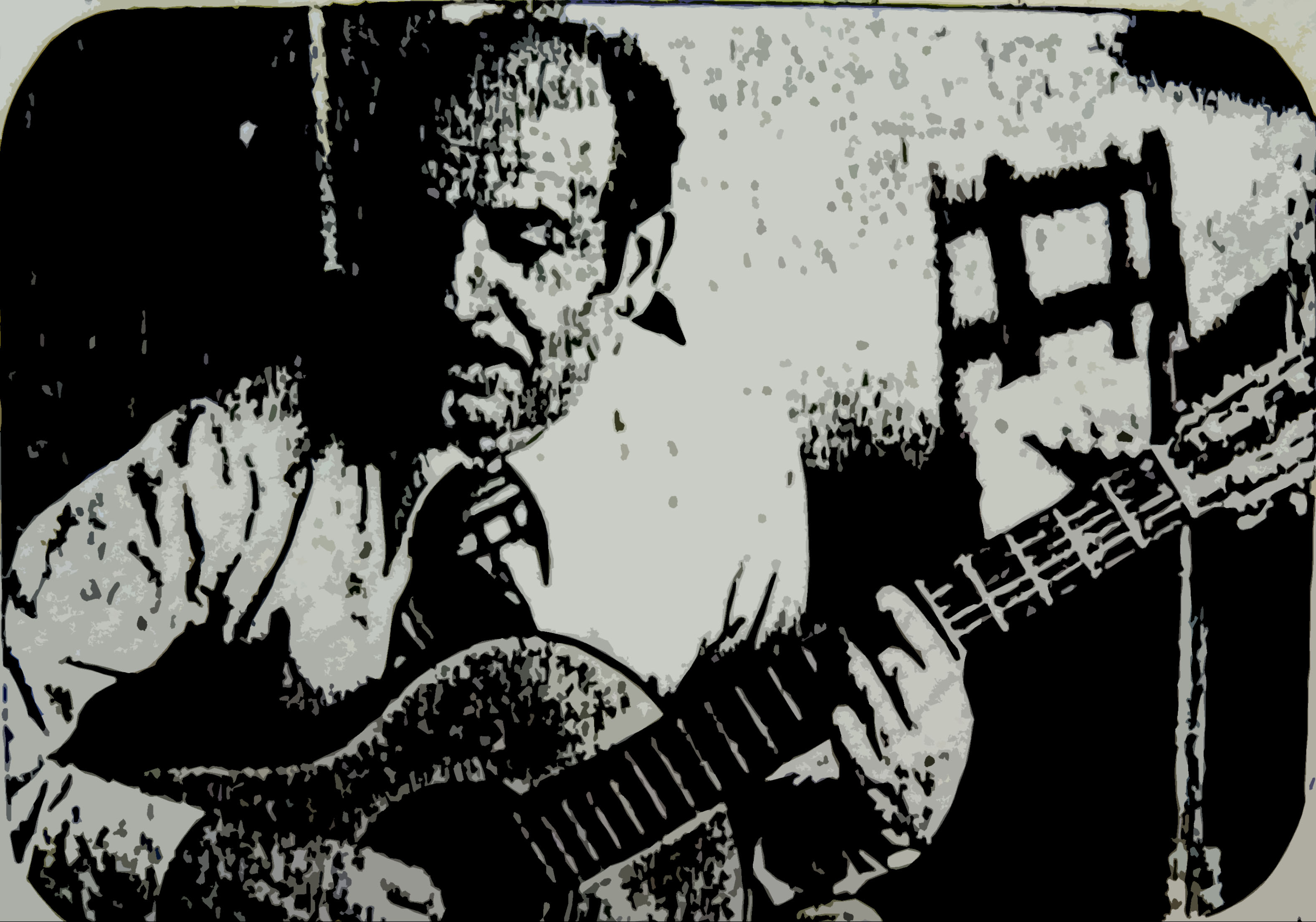

Esta canción es considerada como ícono número uno en las canchas de los equipos hispanoparlantes. Se hizo popular por su pegajoso ritmo que imponen los bombos, redoblantes, platillos y trompetas.

## Historia

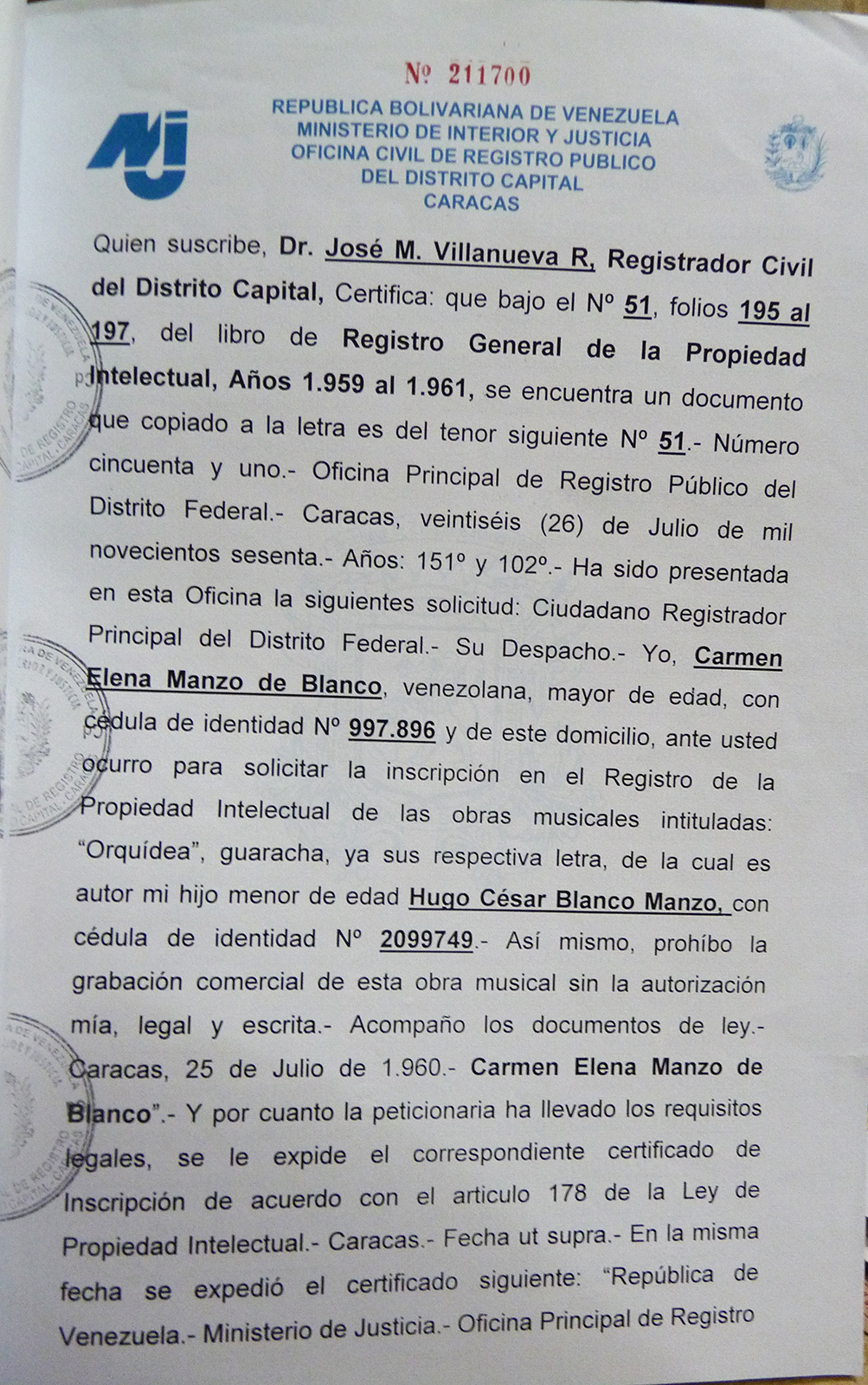

José Manzo, tras componer la canción, se la entregó a su sobrino Hugo Blanco para que la interpretara. 
Se suele aclarar que José Manzo Perroni no era el representante de su sobrino Hugo Blanco. Ese título recaía sobre su señora madre, Carmen Elena Manzo De Blanco. Esto se infiere pues en julio de 1960 ella registró de parte de Hugo —quien era menor de edad en ese momento—, algunas canciones de su autoría (entre ellas Orquídea). Es en este documento que ella prohíbe la utilización de estas obras musicales sin su consentimiento oral y escrito; comprobando que José Manzo Perroni no era su representante legal.
Hacemos esta aclaratoria porque en diferentes entrevistas Hugo afirmaba que su tío hizo el registro de Moliendo Café porque él era menor de edad. Se anexa el documento de registro de propiedad intelectual de la obra musical Orquídea.
En años posteriores, Hugo Blanco afirmaría ser quien creó la melodía. Hasta el momento se mantiene la polémica por la autoría del tema que, en la actualidad, tiene infinidad de grabaciones. 
José Manzo Perroni registró la obra Moliendo Café (letra y música) antes de entregársela a su sobrino Hugo Blanco para que la interpretara, por esa razón Hugo adquirió fama y comenzó a decir que le pertenecía a él la canción, opacando y quitándole los méritos a su tío José. En 1961 José Manzo Perroni firmó un contrato con la Morro Music de New York aún vigente y en él aparece como autor de la música y la letra José Manzo Perroni y casualmente allí aparece la firma de Hugo Blanco pero como testigo ya que ese día Hugo acompañó a su tío al Hotel Tamanaco donde se pactó la reunión el 15 de marzo de 1961.

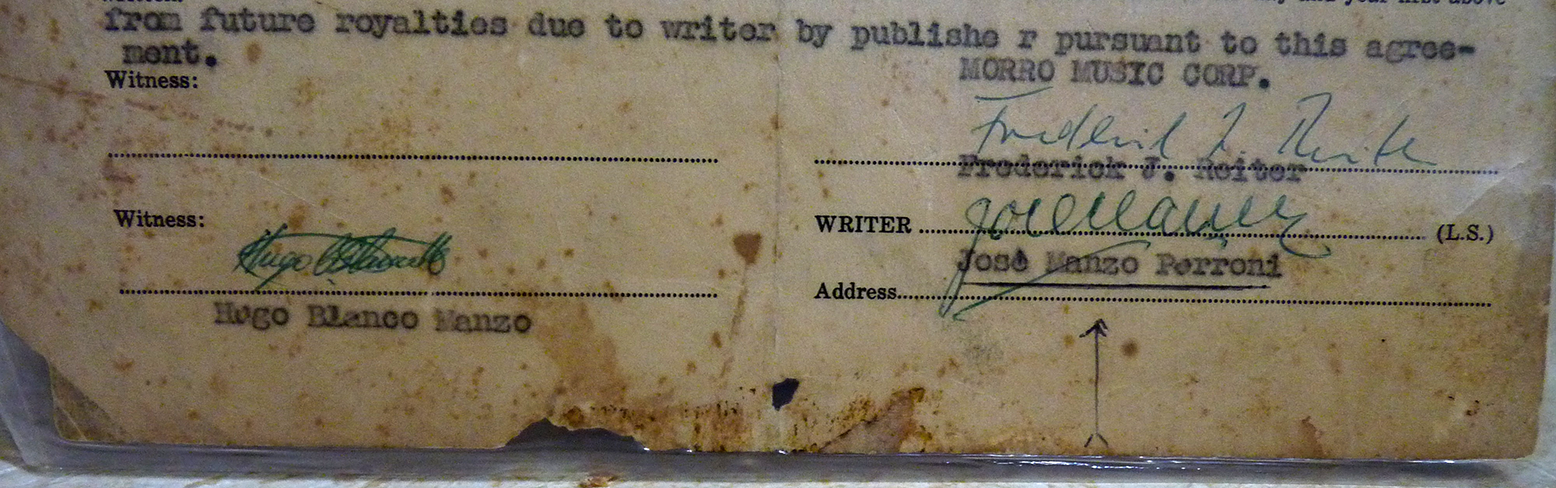

## Versiones

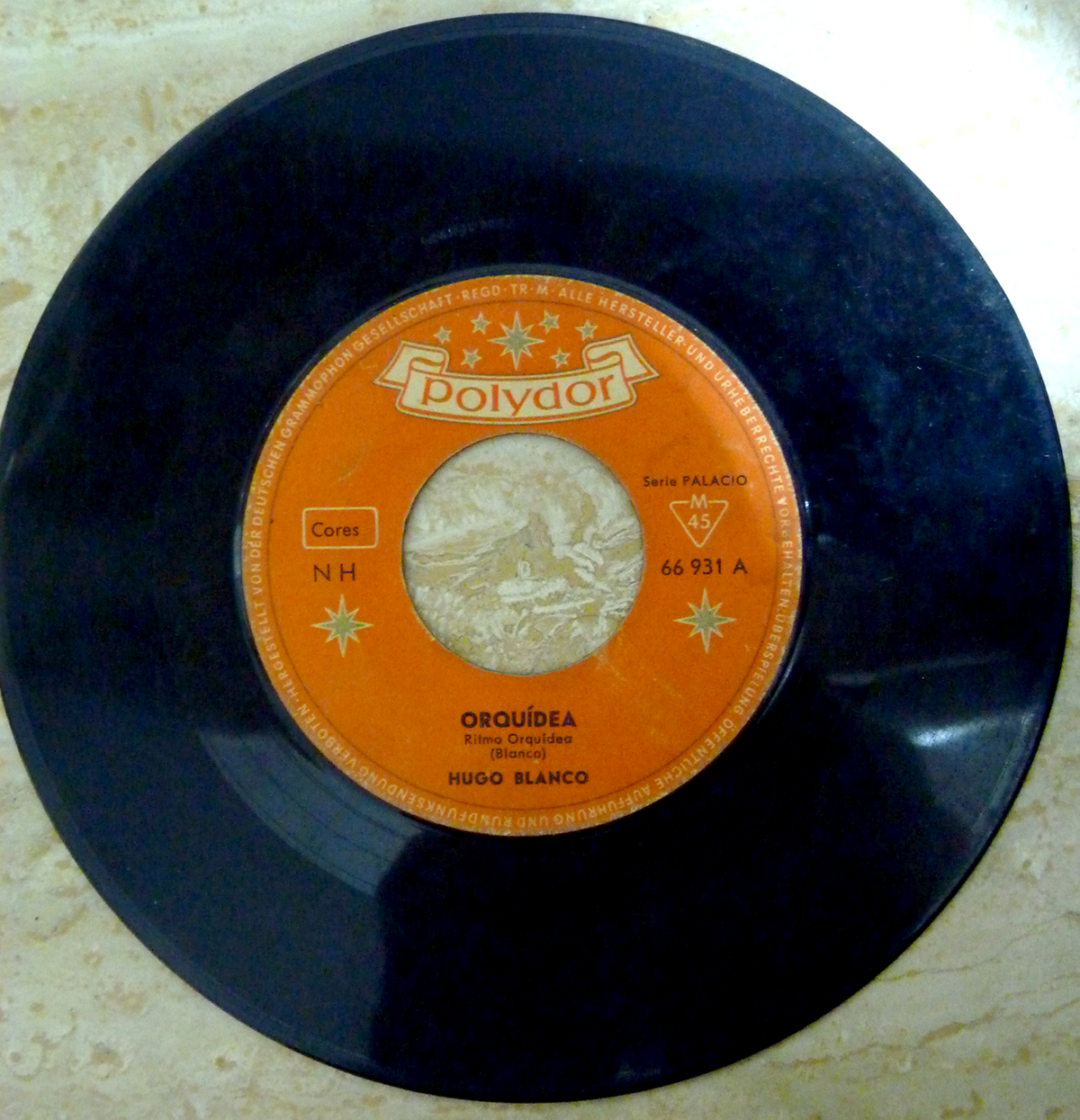

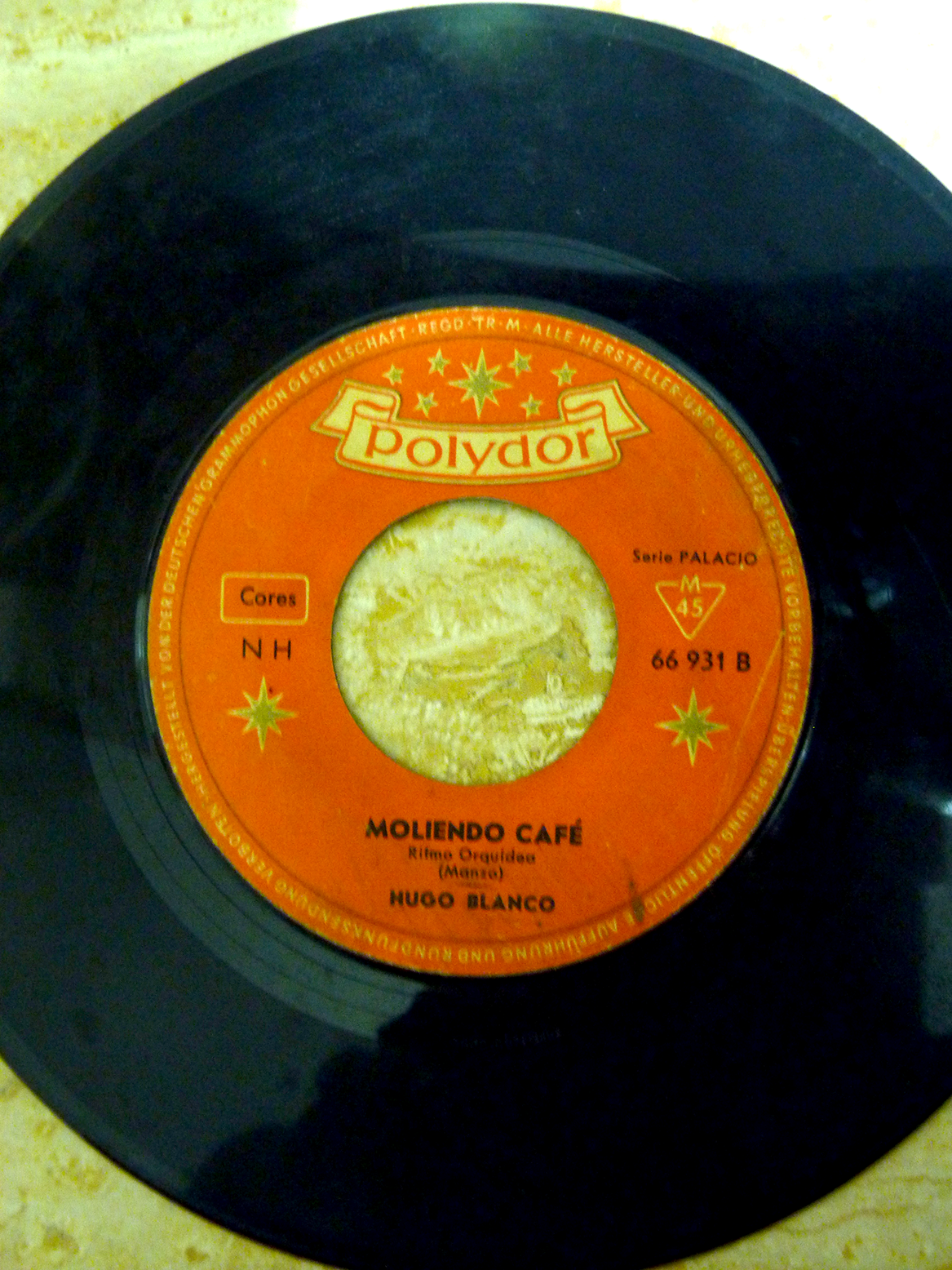

Algunos intérpretes que grabaron la obra fueron Mina Mazzini en 1961,  la cubana Xiomara Alfaro,  los puertorriqueños Joe Quijano, Ismael Rivera y José Feliciano, el peruano Lucho Macedo y Martín Zarzar,  los españoles Sergio y Estíbaliz, Plácido Domingo, el dúo Azúcar Moreno y Julio Iglesias, el grupo zaragozano Más Birras, la versión salsa de Africando, el venezolano Ricardo Montaner, la venezolana Mirla Castellanos,   los mexicanos Javier Solís y el Trío Los Panchos, etc. La canción ha conocido versiones en muchas lenguas diferentes, y ha sido un éxito incluso en países como Japón e Indonesia. También es notoria la versión de Paco de Lucía y Ricardo Modrego, de 1965. 
Aparte ha sido grabada instrumentalmente por diferentes orquestas. Entre ellas la de Max Greger y, en ritmo de mambo, por Pérez Prado.
"Moliendo Café" se ha convertido en un canto popular para los fanáticos del fútbol de todo el mundo, y en Europa es ampliamente conocido como "Dale Cavese" . El cántico fue adoptado por primera vez por los hinchas de Boca Juniors unos años después de que Julio Iglesias grabara la canción en 1976, y se hizo popular en La Bombonera durante algunas décadas, donde los hinchas conocen el cántico como "Dale Boca" .  El cántico fue recogido por hinchas del equipo italiano Cavese 1919 tras toparse con un CD de cánticos de Boca Juniors. Los fanáticos lo usaron por primera vez en un partido contra el Ancona en septiembre de 2006, y un clip de su canto "Dale Cavese" se subió a YouTube en 2007. El video se volvió viral y su popularidad luego se extendió a otros clubes alrededor del mundo, con muchos fanáticos adaptando los cánticos para sus propios equipos.

## En cultura popular

### Televisión
- La canción Moliendo café es utilizada como canción principal de la serie de animación estadounidense, Creature Commandos (2024-2025).